# یوس یاکوبس
یوس یاکوبس (انگلیسی: Jos Jacobs؛ زادهٔ ۲۸ ژانویهٔ ۱۹۵۳) دوچرخه‌سوار اهل بلژیک است.